# USS Leslie L.B. Knox (DE-580)
USS Leslie L. B. Knox (DE-580) là một tàu hộ tống khu trục lớp Rudderow từng phục vụ cùng Hải quân Hoa Kỳ trong Chiến tranh Thế giới thứ hai. Nó là chiếc tàu chiến duy nhất của Hải quân Hoa Kỳ được đặt cái tên này, theo tên Thiếu úy Hải quân Leslie Lockhart Bruce Knox (1916-1942), phi công từng phục vụ cùng Liên đội Tiêm kích VF-42, đã tử trận vào ngày 8 tháng 5, 1942 trong Trận chiến biển Coral, được truy tặng Huân chương Chữ thập Hải quân và truy thăng lên Trung úy. Nó đã phục vụ cho đến khi chiến tranh kết thúc, xuất biên chế năm 1946, rồi cuối cùng bị bán để tháo dỡ vào năm 1973. Leslie L. B. Knox được tặng thưởng ba Ngôi sao Chiến trận do thành tích phục vụ trong Thế Chiến II.

## Thiết kế và chế tạo
Lớp Rudderow có thiết kế hầu như tương tự với lớp Buckley trước đó; vì giữ lại kiểu động cơ turbine-điện General Electric, cung cấp điện năng cho mô-tơ điện để dẫn động hai trục chân vịt. Lớp này còn được gọi là kiểu TEV, do hệ thống động lực Turbo-Electric và cỡ pháo 5-inch (V).
Dàn pháo chính được nâng cấp lên hai khẩu pháo 5 inch (130 mm)/38 cal trên hai tháp pháo nòng đơn, được phân bố một phía trước mũi và một phía sau tàu. Hỏa lực phòng không được nâng lên hai khẩu đội pháo phòng không Bofors 40 mm nòng đôi và mười pháo phòng không Oerlikon 20 mm. Vũ khí chống ngầm bao gồm một dàn súng cối chống tàu ngầm Hedgehog Mk. 10 (có 24 nòng và mang theo 144 quả đạn); hai đường ray Mk. 9 và tám máy phóng K3 Mk. 6 để thả mìn sâu. Con tàu vẫn giữ lại ba ống phóng ngư lôi Mark 15 21 inch (533 mm), và được trang bị radar SL dò tìm không trung và radar SC/SA dò tìm mặt biển. Thủy thủ đoàn đầy đủ bao gồm 15 sĩ quan và 168 thủy thủ.
Leslie L. B. Knox được đặt lườn tại Xưởng tàu Bethlehem-Hingham ở Hingham, Massachusetts vào ngày 7 tháng 11, 1943. Nó được hạ thủy vào ngày 8 tháng 1, 1944, được đỡ đầu bởi bà Louise Kennedy Knox, vợ góa Trung úy Knox, và nhập biên chế cùng Hải quân Hoa Kỳ vào ngày 22 tháng 3, 1944 dưới quyền chỉ huy của Hạm trưởng, Đại úy Hải quân James Andrew Moffett.

## Lịch sử hoạt động
Sau khi hoàn tất việc chạy thử máy huấn luyện tại khu vực Bermuda, Leslie L. B. Knox gia nhập Đội hộ tống 67 tại Norfolk, Virginia và thực hiện hai chuyến hộ tống vận tải đi lại giữa New York và Norfolk. Nó khởi hành từ Hampton Roads vào ngày 23 tháng 6, 1944, bắt đầu chuyến đầu tiên trong số hai chuyến hộ tống vận tải vượt Đại Tây Dương để đi sang Bizerte, Tunisia. Sau khi quay trở về sau chuyến hộ tống vận tải vượt đại dương thứ hai vào ngày 16 tháng 10, nó đi đến New York để sửa chữa, và chuẩn bị để được điều sang khu vực Mặt trận Thái Bình Dương.
Cùng với Đội hộ tống 67, Leslie L. B. Knox khởi hành từ New York vào ngày 3 tháng 11, băng qua kênh đào Panama và sau các chặng dừng tại các quần đảo Galápagos, Society và Solomon, nó đi đến Hollandia và thả neo tại vịnh Humboldt, New Guinea vào ngày 11 tháng 12.
Trong giai đoạn từ tháng 12, 1944 đến tháng 6, 1945, Leslie L. B. Knox làm nhiệm vụ hộ tống vận tải, tuần tra chống tàu ngầm và vận chuyển thư tín giữa New Guinea và Philippines. Trong chuyến hộ tống vận tải đi từ Hollandia đến vịnh Leyte từ ngày 3 đến ngày 14 tháng 1 nhằm hỗ trợ cho chiến dịch đổ bộ lên vịnh Lingayen, hỏa lực phòng không của con tàu đã giúp vào việc chống trả các đợt tấn công tự sát của máy bay Kamikaze đối phương. Sau đó nó tiếp tục hỗ trợ cho hoạt động tác chiến tại vịnh Manila và giải phóng các đảo ở miền Nam Philippines. Sau khi Nhật Bản chấp nhận đầu hàng vào ngày 15 tháng 8, giúp chấm dứt vĩnh viễn cuộc xung đột, nó lên đường đi Okinawa, đến nơi vào ngày 7 tháng 9 để làm nhiệm vụ chiếm đóng, rồi tiếp tục hoạt động dọc bờ biển Trung Quốc, từng ghé đến Thượng Hải, Thanh Đảo và Jinsen, Triều Tiên.
Lên đường vào ngày 14 tháng 10 để quay trở về Hoa Kỳ, Leslie L. B. Knox về đến San Diego vào ngày 5 tháng 11. Nó được cho rút biên chế vào ngày 15 tháng 6, 1946, và đưa về Hạm đội Dự bị Thái Bình Dương, neo đậu tại San Diego, và sau đó chuyển đến Stockton, California. Con tàu được rút tên khỏi danh sách Đăng bạ Hải quân vào ngày 15 tháng 1, 1972, và bị bán để tháo dỡ vào ngày 13 tháng 6, 1973.

## Phần thưởng
Leslie L. B. Knox được tặng thưởng ba Ngôi sao Chiến trận do thành tích phục vụ trong Thế Chiến II.
| Bronze star · Bronze star · Bronze star |  |             |
|                                         |  | Bronze star |

| Huân chương Chiến dịch Hoa Kỳ        | Huân chương Chiến dịch Hoa Kỳ           | Huân chương Chiến dịch Châu Á-Thái Bình Dương với 3 Ngôi sao Chiến trận | Huân chương Chiến dịch Châu Á-Thái Bình Dương với 3 Ngôi sao Chiến trận  |
| Huân chương Chiến thắng Thế Chiến II | Huân chương Phục vụ Chiếm đóng Hải quân | Huân chương Phục vụ Chiếm đóng Hải quân                                 | Huân chương Giải phóng Philippine (Philippine) với 1 Ngôi sao Chiến trận |